# Clare Egan
Laurel Clare Egan (Cape Elizabeth, 27 novembre 1987) è una dirigente sportiva ed ex sciatrice nordica statunitense attiva sia nello sci di fondo sia nel biathlon, specialità nella quale ha ottenuto i migliori risultati.

## Biografia

### Carriera sciistica
Clare Egan ha iniziato la sua carriera agonista gareggiando nello sci di fondo: attiva dal novembre del 2011, ha preso parte a gare di granfondo (Marathon Cup) e ad altre gare minori (gare FIS, Nor-Am Cup, US Super Tour) fino al marzo del 2014, anno in cui è passata al biathlon: ha esordito in Coppa del Mondo il 25 gennaio 2015 a Anterselva in staffetta (11ª) e ai Campionati mondiali a Kontiolahti 2015, dove si è classificata 51ª nell'individuale, 39ª nella sprint, 51ª nell'inseguimento e 11ª nella staffetta.
Ai Mondiali di Oslo 2016 si è piazzata 66ª nell'individuale, 84ª nella sprint e 13ª nella staffetta, a quelli di Hochfilzen 2017 22ª nell'individuale, 20ª nella sprint, 41ª nell'inseguimento, 24ª nella partenza in linea, 14ª nella staffetta e 16ª nella staffetta mista e ai XXIII Giochi olimpici invernali di Pyeongchang 2018, suo esordio olimpico, è giunta 62ª nell'individuale, 61ª nella sprint e 13ª nella staffetta; ai Mondiali di Östersund 2019 è stata 53ª nell'individuale, 11ª nella sprint, 12ª nell'inseguimento, 26ª nella partenza in linea, 9ª nella staffetta e 19ª nella staffetta mista e il 24 marzo dello stesso anno ha conqusitato il suo unico podio in Coppa del Mondo, a Oslo Holmenkollen in partenza in linea (3ª).
Ai Mondiali di Anterselva 2020 si è classificata 58ª nell'individuale, 26ª nella sprint, 46ª nell'inseguimento, 15ª nella staffetta e 13ª nella staffetta mista, a quelli di Pokljuka 2021, sua ultima presenza iridata, 39ª nell'individuale, 54ª nella sprint, 44ª nell'inseguimento, 13ª nella staffetta, 12ª nella staffetta mista e 22ª nella staffetta mista individuale e ai XXIV Giochi olimpici invernali di Pechino 2022, sua ultima presenza olimpica, 39ª nell'individuale, 46ª nella sprint, 38ª nell'inseguimento, 11ª nella staffetta e 7ª nella staffetta mista; si è ritirata al termine di quella stessa stagione 2021-2022 e la sua ultima gara in carriera è stata l'inseguimento di Coppa del Mondo disputato il 19 marzo a Oslo Holmenkollen, chiuso dalla Egan al 44º posto.

### Carriera dirigenziale
Dal 2018 al 2022 è stata presidente della commissione atleti dell'International Biathlon Union.

## Palmarès

### Biathlon

#### Coppa del Mondo
- Miglior piazzamento in classifica generale: 18ª nel 2019
- 1 podio (individuale):
  - 1 terzo posto

### Sci di fondo

#### Marathon Cup
- Miglior piazzamento in classifica generale: 31ª nel 2013